# Portret van Maddalena Doni
Maddalena Doni is een schilderij van de Italiaanse kunstenaar Rafaël dat hangt in museum Galleria Palatina van het Palazzo Pitti in Florence.
Het schilderij is geschilderd met olieverf op een houten paneel van 65 x 45,8 cm. Het werd gemaakt in 1506-1507; een periode waarin Rafaël zich intensief met het werk van Leonardo da Vinci uiteen zette. De compositie van het schilderij wordt wel vergeleken met die van de Mona Lisa. De manier waarop de figuur het beeldvlak vult is ongeveer hetzelfde; ook de wijze waarop de handen over elkaar heen zijn gelegd vertoont grote overeenkomst. Het landschap op de achtergrond met de lage horizon maakt echter een minder bedreigende indruk als het landschap in de Mona Lisa.
Afgebeeld is Maddalena Doni-Strozzi, de echtgenote van de Agnolo Doni. Rafaël schilderde ook een paneel met een portret van deze handelsman. Het waren twee schilderijen die bij elkaar hoorden. Het grote verschil van dit schilderij met dat van Leonardo schuilt in de serene indruk, die niet verstoord wordt als men de details onder de loep neemt. Alle beeldelementen werken samen. Aan de ringen is te zien dat het een welgestelde vrouw was. Dit schilderij en dat van haar man markeren het begin van de periode waarin Rafaël zijn rijpe artistieke vorm bereikt had.
Minder gebruikelijk bij een portret is dat de figuur geschilderd wordt met als achtergrond een landschap. Vaker wordt een effen donkere achtergrond gebruikt.